# Tổng tuyển cử Thụy Điển 2014
Tổng tuyển cử Thuỵ Điển 2014 diễn ra vào ngày 14 tháng 9 năm 2014 để bầu chọn đại biểu vào Riksdag, tất cả 21 hội đồng hạt và 290 hạ viện tại đơn vị hành chính.